# Parafia św. Apolonii w Borkowie Kościelnym
Parafia pw. Świętej Apolonii w Borkowie Kościelnym – parafia rzymskokatolicka należąca do dekanatu sierpeckiego, diecezji płockiej, metropolii warszawskiej.  
Parafia (obecnie sanktuarium) pw. św. Apolonii w Borkowie Kościelnym jest jedyną w Polsce parafią noszącą wezwanie tej świętej. 

## Historia
Parafię Borkowo erygował biskup płocki Dobiesław Sówka 6 grudnia 1377 r. z fundacji księcia Ziemowita lub wojewody mazowieckiego A. Sochy. W 1609 r. znajdował się tu drewniany kościół św. Elżbiety; pod koniec XVII w. kościół ten był w całkowitej ruinie, dlatego ok. 1720 r. wybudowano nowy drewniany kościół, przy wsparciu Adama Jeżewskiego, podkomorzego płockiego. Kościół ten na początku października 1923 r. doszczętnie spłonął. Następnie wzniesiono nowy obecny kościół. 

## Kościół parafialny
Kościół św. Apolonii w Borkowie Kościelnym został wzniesiony w latach 1936–1938 w stylu neoklasycznym. W czasie II wojny światowej został zajęty przez Niemców i zamieniony na warsztat mechaniczny. Po wojnie, 12 czerwca 1956, świątynia została konsekrowana przez bp. Tadeusza Pawła Zakrzewskiego. 
W bocznym ołtarzu kościoła parafialnego znajduje się otoczony kultem obraz św. Apolonii ocalały z pożaru poprzedniej świątyni. 

## Zasięg parafii
Do parafii należą wierni z miejscowości: Borkowo Kościelne, Borkowo Wielkie, Białe Błoto, Dąbrówki, Kisielewo, Mieszaki, Śniedzanowo, Wilczogóra.

## Bractwo św. Apolonii
10 marca 2024 roku w parafii Borkowo Kościelne powołano do życia Bractwo św. Apolonii, patronki stomatologów. Erygował je biskup płocki Szymon Stułkowski.

## Sanktuarium św. Apolonii
9 lutego 2025 r. we wspomnienie liturgiczne św. Apolonii kościół został podniesiony do godności sanktuarium św. Apolonii mocą dekretu bpa Szymona Stułkowskiego. Uroczystości ustanowienia sanktuarium przewodniczył abp Stanisław Gądecki. Podczas uroczystości wprowadzono do kościoła relikwie św. Apolonii pochodzące z Mediolanu.